# Xerénte
Le xerénte est une langue de la famille des langues jê parlée au Brésil.

## Classification
Le xerénte est un des langues du sous-groupe des langues jê centrales. Il est parlé par les Amérindiens Xerénte qui vivent dans l'État brésilien de Tocantins.  